# Camani
Camani je rijeka u Venezueli. Pritoka je rijeke Ventuari i pripada porječju rijeke Orinoco.